# Куликовский район
Кулико́вский райо́н (укр. Куликівський район) — административно-территориальная единица, существовавшая с 1923 по 1962 год и с 1965 по 2020 год. В 1923—1925 годах район входил в состав Черниговского округа Черниговской губернии Украинской Социалистической Советской Республики Советского Союза, с 1925 по 1930 год — в состав того же округа, входящего напрямую в состав Украинской ССР. С 27 февраля до 15 октября 1932 года район входил в состав Киевской области, а с 1932 по 1962 год и с 1966 по 2020 год — в состав Черниговской области УССР (до 1991 г.) и независимой Украины.
Административный центр — посёлок городского типа Куликовка.

## География
Куликовский район располагался в центральной части Черниговской области и занимал площадь 944 км².
На западе и северо-западе он граничил с Черниговским районом, в состав которого вошёл, на северо-востоке с Менским, на востоке с Борзнянским, на юго-востоке и юге с Нежинским, на юго-западе с Носовским и Козелецким районами.
Реки: Десна, Вересочь, Быстрая (Деменка), Ледань, Марьевка, Лебедь.

## История
В 1923 году был создан Куликовский район. До 1925 года район входил в состав Черниговского округа Черниговской губернии. После упразднения губерний в Украинской ССР округ напрямую был подчинён союзной республике с июля 1925 по  30 июня 1930 года. После упразднения окружного деления район напрямую входил в состав Украинской ССР до 1932 года.
27 февраля 1932 года Козелецкий район вошёл в состав Киевской области, а 15 октября того же года — в состав выделенной из неё Черниговской области.
21 января 1959 года к Куликовскому району была присоединена часть территории упразднённого Комаровского района, а 30 ноября 1960 года — часть территории упразднённого Олишевского района. Упразднён 30 декабря 1962 года, восстановлен 8 декабря 1966 года. 17 июля 2020 года в результате административно-территориальной реформы район вошёл в состав Черниговского района.

## Население
Численность населения на 01.01.2006 г. — 20600 жителей, в том числе в городских условиях проживали около 6 тыс. Всего насчитывалось 25 населённых пунктов.

## Административное устройство
Местные советы:
- районный — 1 (Куликовский),
- поселковый — 1 (Куликовский),
- сельские — 16.

Количество населённых пунктов:
- посёлков городского типа — 1,
- сёл — 24,

Всего: 25.

## Транспорт
Железнодорожный (пригородные поезда Киев-Чернигов, проходящие межобластные), автобусное сообщение между сёлами и Черниговом, ранее по реке Десне осуществлялось судоходное-паромное сообщение.